# アルマス・タイパレ
アルマス・タイパレ (Armas Rudolf Taipale、1890年7月27日 - 1976年11月9日)は、フィンランドの陸上競技選手。円盤投の選手として1912年ストックホルムオリンピックと1920年アントワープオリンピックの2大会に出場。
ストックホルムオリンピックでは円盤投で金メダルを獲得。さらにこの大会だけ行われた円盤投（両手投げ）にも出場し、この種目でも金メダルを獲得し円盤投2種目制覇を果たした。ちなみにこの大会ではハンマー投を除き両手により投てきを行う競技が行われたが、通常の種目と両手による投てきの2冠を達成したのはタイパレだけである。
タイパレは第一次世界大戦後の1920年アントワープオリンピックに出場する。1大会空けた円盤投の連覇を狙ったが同じフィンランドのエルマー・ニクランダーに敗れ銀メダルに終わっている。